# زملولانية
الزملولانية (الاسم العلمي: Exobasidiomycetes) هي طائفة من الفطريات تتبع شعيبة السوادينية.

## رتب
- الزملوليات
- الدواسانيات (الاسم العلمي: Doassansiales)
- النخريات (الاسم العلمي: Tilletiales)
- (الاسم العلمي: Entylomatales)
- (الاسم العلمي: Georgefischeriales)
- (الاسم العلمي: Microstromatales)